# Уитакер, Джон (конник)
Джон Уитакер (англ. John Whitaker; род. 5 августа 1955, Хаддерсфилд) — британский спортсмен-конник, выступавший в дисциплине конкура. Серебряный призёр летних Олимпийских игр 1984 в командном конкуре, участник шести Олимпийских игр, пятикратный призёр чемпионатов мира, четырёхкратный чемпион Европы. член ордена Британской империи (MBE).

## Биография
Заниматься конным спортом Джон Уитакер начал с 6 лет, тренируясь на пони по кличке Bonny. Представитель династии спортсменов-конников, брат олимпийского медалиста, участника 5 Олимпийских игр Майкла Уитакера. Сын Майкла и племянник Джона Джек Уитакер (род. 2001) также ста конником.
В 1984 году стал серебряным призёром Олимпийских игр в командном конкуре. На Играх Уитакер выступал на лошади Ryan’s Son. В личном зачёте показал 14-й результат. Наилучшего результата в рамках индивидуального конкура на Олимпийских играх Джон Уитакер добился в 1996 году, когда смог попасть в десятку сильнейших, заняв итоговое 9-е место.
Управляет компанией John Whitaker International, которая производит амуницию и одежду для конного спорта.